# Артемісія I Карійська
Артемісія I Карійська (дав.-гр. Ἀρτεμῑσίᾱ, перс. آناهیتا, ст. перс.Anāhitā) (д/н-480 рік до н. е.) — володарка малоазійського міста Галікарнас та сусідніх островів Кос, Нісірос та Калімнос в межах перської сатрапії Карія, морська войовниця. Відзначена на Поверху спадщини Джуді Чикаго.

## Життєпис
Народилася у м. Галікарнас у родині Лігдама I, тирана Галікарнаса та сатрапа Карії, який водночас походив з карійської аристократії, династії Адусідів. Мати походила з Криту. Стосовно молодих років Артемісії немає відомостей. Після смерті чоловіка вона успадкувала владу над містом.

### Участь у Греко-перських війнах
Під час греко-перських воєн Артемісія активно підтримувала дії перської армії і флоту. Так вона допомогла придушити повстання на островах біля Карії. За це отримала владу над островами Кос і Нісірос.
Із флотом Галікарнасу, Коса, Нісіроса і Калімни (також залежної від неї) Артемісія I виступила в похід на допомогу перському цареві Ксерксу I. У цій війні вона зуміла відзначитися й завоювати славу талановитого наварха і політика.
Флот Артемісії I стійко бився з грецьким флотом при мисі Артемісій біля острова Евбея 480 року до н. е. Особливо добре показала себе володарка Галікарнасу у битві при Саламіні. Вона не радила атакувати грецький флот за тих обставин. Проте Ксеркс не прислухався до її думки. Утім, у самій битві Артемісія вправно керувала флотом й зуміла зберегти свої морські сили від знищення.
Після цього вага Артемісії I при перському дворі виросла. Ксеркс навіть доручив опікуватися їй своїми дітьми у м. Ефесі, а пізніше прийняв її пораду залишити Грецію.
Імовірно, останні роки життя Артемісія I провела у спокої і спочила у м. Галікарнас.

## Родина
- батько — Лігдам I (Λύγδαμις Α '). сатрап Галікарнаса
- син — Пісінделіс (Πισίνδηλις)
- онук — Лігдам II (Λύγδαμις Β '), сатрап Галікарнаса в часи, коли Геродот був висланий з цього міста, а поет Паніасс (Πανύασις) був засуджений до смерті після невдалого повстання.